# Piacenza Football Club 1992-1993
Questa voce raccoglie le informazioni riguardanti il Piacenza Football Club nelle competizioni ufficiali della stagione 1992-1993.

## Stagione
Nella stagione 1992-1993 la società biancorossa guidata da Gigi Cagni parte con l'obiettivo di conseguire una nuova salvezza, nonostante la rosa fosse stata rinforzata da numerosi acquisti in sede di mercato: il portiere Massimo Taibi, i difensori Stefano Maccoppi e Antonio Carannante, il centrocampista Pasquale Suppa e l'ala Francesco Turrini.
La partenza del torneo è con il freno a mano tirato; poi, nel corso del campionato, la squadra inanella una serie di prestazioni che la portano, per la prima volta nella sua storia, a lottare per la promozione in Serie A: promozione che viene raggiunta sul filo di lana all'ultima giornata, grazie alla vittoria per 1-0 sul campo del Cosenza (rete di Fulvio Simonini). Chiudendo il campionato al terzo posto, gli emiliani ottengono così la loro prima promozione nella massima serie. Al prestigioso traguardo ha dato un sostanzioso contributo il centravanti Antonio De Vitis con le sue 19 reti, secondo nella classifica dei marcatori del torneo alle spalle del tedesco Oliver Bierhoff.
Nella Coppa Italia il Piacenza esce di scena fin dal primo turno eliminatorio, superato dalla Ternana, dopo tempi supplementari e calci di rigore.

## Divise e sponsor
Il fornitore ufficiale di materiale tecnico per la stagione 1992-93 fu ABM, mentre lo sponsor di maglia fu Cassa di Risparmio di Piacenza e Vigevano.
| Casa | Trasferta |

## Organigramma societario
Area direttiva
- Presidente: Leonardo Garilli
- General manager: Mario Quartini
- Segretario: Giovanni Rubini

Area tecnica
- Direttore sportivo: Gian Pietro Marchetti
- Allenatore: Luigi Cagni
- Allenatore in 2ª: Gian Nicola Pinotti
- Preparatore atletico: Alberto Ambrosio

Area sanitaria
- Medico sociale: Augusto Terzi
- Massaggiatore: Romano Mandrini

## Rosa[4]
| N. |                   | Ruolo | Calciatore         |
| -- | ----------------- | ----- | ------------------ |
|    | Italia (bandiera) | P     | Rino Gandini       |
|    | Italia (bandiera) | P     | Massimo Taibi      |
|    | Italia (bandiera) | D     | Vincenzo Attrice   |
|    | Italia (bandiera) | D     | Massimo Brioschi   |
|    | Italia (bandiera) | D     | Antonio Carannante |
|    | Italia (bandiera) | D     | Roberto Chiti      |
|    | Italia (bandiera) | D     | Andrea Di Cintio   |
|    | Italia (bandiera) | D     | Settimio Lucci     |
|    | Italia (bandiera) | D     | Stefano Maccoppi   |
|    | Italia (bandiera) | C     | Luigi Erbaggio     |
|    | Italia (bandiera) | C     | Giuseppe Ferazzoli |

| N. |                   | Ruolo | Calciatore         |
| -- | ----------------- | ----- | ------------------ |
|    | Italia (bandiera) | C     | Fabrizio Fioretti  |
|    | Italia (bandiera) | C     | Agostino Iacobelli |
|    | Italia (bandiera) | C     | Daniele Moretti    |
|    | Italia (bandiera) | C     | Giorgio Papais     |
|    | Italia (bandiera) | C     | Pasquale Suppa     |
|    | Italia (bandiera) | C     | Francesco Turrini  |
|    | Italia (bandiera) | A     | Antonio De Vitis   |
|    | Italia (bandiera) | A     | Manolo Gennari     |
|    | Italia (bandiera) | A     | Gianpiero Piovani  |
|    | Italia (bandiera) | A     | Fulvio Simonini    |

## Calciomercato[4]

### Sessione estiva
| Acquisti | Acquisti           | Acquisti  | Acquisti      |
| R.       | Nome               | da        | Modalità      |
| -------- | ------------------ | --------- | ------------- |
| P        | Massimo Taibi      | Milan     | prestito      |
| D        | Stefano Maccoppi   | Bari      |               |
| D        | Fabio Paratici     | Palazzolo | fine prestito |
| C        | Luigi Erbaggio     | Casertana |               |
| C        | Giuseppe Ferazzoli | Taranto   |               |
| C        | Pasquale Suppa     | Casertana |               |
| C        | Francesco Turrini  | Taranto   |               |
| A        | Manolo Gennari     | Rimini    | fine prestito |

| Cessioni | Cessioni                | Cessioni    | Cessioni      |
| R.       | Nome                    | a           | Modalità      |
| -------- | ----------------------- | ----------- | ------------- |
| P        | Daniele Bonifacio       | Fidenza     | prestito      |
| P        | Davide Pinato           | Atalanta    | fine prestito |
| D        | Riki Di Bin             | Catania     |               |
| D        | Paolo Doni              | Massese     |               |
| D        | Fabio Paratici          | Fiorenzuola | prestito      |
| C        | Marco D'Eugenio         | Solbiatese  | prestito      |
| C        | Guido Di Fabio          | Casertana   |               |
| C        | Gian Paolo Manighetti   | Bari        | fine prestito |
| A        | Massimiliano Cappellini | Milan       | fine prestito |
| A        | Armando Madonna         | Lazio       | fine prestito |
| A        | Filippo Inzaghi         | Leffe       | prestito      |

### Sessione autunnale
| Acquisti | Acquisti           | Acquisti | Acquisti |
| R.       | Nome               | da       | Modalità |
| -------- | ------------------ | -------- | -------- |
| D        | Antonio Carannante | Lecce    |          |
| C        | Agostino Iacobelli | Siena    |          |
| A        | Fulvio Simonini    | Venezia  |          |

| Cessioni | Cessioni         | Cessioni   | Cessioni |
| R.       | Nome             | a          | Modalità |
| -------- | ---------------- | ---------- | -------- |
| D        | Vincenzo Attrice | Siena      |          |
| A        | Manolo Gennari   | Vis Pesaro | prestito |

## Risultati

### Serie B

#### Girone di andata
| Arbitro: | Rodomonti (Teramo) |

|                                                   |           |  |
| De Vitis 31’ Piovani 38’ Di Cintio 57 Turrini 79’ | Marcatori |  |

| Arbitro: | Rosica (Roma) |

|             |           |  |
| Taccola 48’ | Marcatori |  |

| Arbitro: | Sguizzato (Verona) |

|                          |           |                                  |
| De Vitis 11’ Gennari 70’ | Marcatori | 40’ (aut.) Di Cintio 51’ Alessio |

| Venezia 27 settembre 1992 4ª giornata | Venezia         | 0 – 0 | Piacenza | Stadio Pierluigi Penzo\| Arbitro: \| Dinelli (Lucca) \| |
| Arbitro:                              | Dinelli (Lucca) |       |          |                                                         |

| Arbitro: | Fucci (Salerno) |

|                                          |           |  |
| Benetti 58’ Cavaliere 62’ Pergolizzi 90’ | Marcatori |  |

| Piacenza 11 ottobre 1992 6ª giornata | Piacenza            | 0 – 0 | Lucchese | Stadio Galleana\| Arbitro: \| Franceschini (Bari) \| |
| Arbitro:                             | Franceschini (Bari) |       |          |                                                      |

| Arbitro: | Mughetti (Cesena) |

|                  |           |  |
| P. Sacchetti 91’ | Marcatori |  |

| Piacenza 25 ottobre 1992 8ª giornata | Piacenza           | 0 – 0 | Padova | Stadio Galleana\| Arbitro: \| Bolognino (Milano) \| |
| Arbitro:                             | Bolognino (Milano) |       |        |                                                     |

| Ferrara 1º novembre 1992 9ª giornata | SPAL            | 0 – 0 | Piacenza | Stadio Paolo Mazza\| Arbitro: \| Braschi (Prato) \| |
| Arbitro:                             | Braschi (Prato) |       |          |                                                     |

| Arbitro: | Borriello (Mantova) |

|                           |           |               |
| De Vitis 83’ Maccoppi 90’ | Marcatori | 15’ D'Ermilio |

| Arbitro: | Chiesa (Milano) |

|                                  |           |  |
| Piccinno 80’ (aut.) De Vitis 84’ | Marcatori |  |

| Arbitro: | Franceschini (Bari) |

|  |           |             |
|  | Marcatori | 20’ Piovani |

| Arbitro: | Bettin (Padova) |

|                                      |           |                               |
| Papais 9’ De Vitis 45+2’ (rig.), 50’ | Marcatori | 5’ Tentoni 37’ (rig.) Dezotti |

| Arbitro: | Racalbuto (Gallarate) |

|  |           |            |
|  | Marcatori | 91’ Papais |

| Arbitro: | Arena (Ercolano) |

|              |           |              |
| Simonini 20’ | Marcatori | 3’ Artistico |

| Arbitro: | Bolognino (Milano) |

|                                  |           |             |
| Piovanelli 23’ D. Pellegrini 79’ | Marcatori | 15’ Turrini |

| Arbitro: | Racalbuto (Gallarate) |

|                                      |           |            |
| De Vitis 18’ (rig.) Turrini 29’, 87’ | Marcatori | 11’ Caruso |

| Andria 10 gennaio 1993 18ª giornata | Fidelis Andria         | 0 – 0 | Piacenza | Stadio Comunale\| Arbitro: \| Conocchiari (Macerata) \| |
| Arbitro:                            | Conocchiari (Macerata) |       |          |                                                         |

| Arbitro: | Merlino (Torre del Greco) |

|            |           |           |
| Papais 56’ | Marcatori | 52’ Negri |

#### Girone di ritorno
| Arbitro: | Cinciripini (Ascoli Piceno) |

|                     |           |  |
| Maccoppi 48’ (aut.) | Marcatori |  |

| Arbitro: | Beschin (Legnago) |

|                                     |           |               |
| De Vitis 2’, 80’ (rig.) Moretti 66’ | Marcatori | 45’ Scarafoni |

| Arbitro: | Stafoggia (Pesaro) |

|                          |           |  |
| Protti 60’ Tovalieri 77’ | Marcatori |  |

| Arbitro: | Arena (Ercolano) |

|                               |           |               |
| De Vitis 15’, 80’ Piovani 28’ | Marcatori | 17’ Mazzucato |

| Arbitro: | Borriello (Mantova) |

|                              |           |  |
| G. Ferazzoli 45’ Turrini 59’ | Marcatori |  |

| Lucca 7 marzo 1993 25ª giornata | Lucchese        | 0 – 0 | Piacenza | Stadio Porta Elisa\| Arbitro: \| Cesari (Genova) \| |
| Arbitro:                        | Cesari (Genova) |       |          |                                                     |

| Arbitro: | Chiesa (Milano) |

|             |           |                    |
| Piovani 14’ | Marcatori | 86’ (rig.) Zanutta |

| Padova 21 marzo 1993 27ª giornata | Padova           | 0 – 0 | Piacenza | Stadio Silvio Appiani\| Arbitro: \| Bazzoli (Merano) \| |
| Arbitro:                          | Bazzoli (Merano) |       |          |                                                         |

| Arbitro: | Brignoccoli (Ancona) |

|             |           |  |
| De Vitis 5’ | Marcatori |  |

| Arbitro: | Merlino (Torre del Greco) |

|  |           |                               |
|  | Marcatori | 55’ De Vitis 55’ Simonini 80’ |

| Arbitro: | Conocchiari (Macerata) |

|  |           |              |
|  | Marcatori | 14’ De Vitis |

| Arbitro: | Fabricatore (Roma) |

|                                      |           |                 |
| De Vitis 12’, 32’ (rig.) Piovani 35’ | Marcatori | 82’ Evangelisti |

| Arbitro: | Ceccarini (Livorno) |

|                         |           |  |
| Castagna 2’ Maspero 77’ | Marcatori |  |

| Arbitro: | Bazzoli (Merano) |

|              |           |                  |
| De Vitis 80’ | Marcatori | 29’ (rig.) Lerda |

| Monza 16 maggio 1993 34ª giornata | Monza            | 0 – 0 | Piacenza | Stadio Brianteo\| Arbitro: \| Arena (Ercolano) \| |
| Arbitro:                          | Arena (Ercolano) |       |          |                                                   |

| Arbitro: | Braschi (Prato) |

|              |           |  |
| De Vitis 76’ | Marcatori |  |

| Arbitro: | Pairetto (Nichelino) |

|               |           |                             |
| Maranzano 64’ | Marcatori | 16’ Carannante 68’ De Vitis |

| Piacenza 6 giugno 1993 37ª giornata | Piacenza         | 0 – 0 | Fidelis Andria | Stadio Galleana\| Arbitro: \| Baldas (Trieste) \| |
| Arbitro:                            | Baldas (Trieste) |       |                |                                                   |

| Arbitro: | Trentalange (Torino) |

|  |           |              |
|  | Marcatori | 47’ Simonini |

### Coppa Italia

#### Turni preliminari
| Arbitro: | Boggi (Salerno) |

|                                   |                      |                                  |
| Ghezzi 115’ (rig.)                | Marcatori            | 113’ (aut.) D. Rossi             |
| Ghezzi D'Ermilio Consonni Gazzani | Tiri di rigore 5 – 3 | Moretti Lucci Di Cintio Fioretti |

## Statistiche

### Statistiche di squadra[8]
| Competizione | Punti | Totale | Totale | Totale | Totale | Totale | Totale | DR  |
| Competizione | Punti | G      | V      | N      | P      | Gf     | Gs     | DR  |
| ------------ | ----- | ------ | ------ | ------ | ------ | ------ | ------ | --- |
| Serie B      | 48    | 38     | 17     | 14     | 7      | 42     | 26     | +16 |
| Coppa Italia |       | 1      | 0      | 1      | 0      | 1      | 1      | 0   |
| Totale       |       | 39     | 17     | 15     | 7      | 43     | 27     | +16 |

### Statistiche dei giocatori[4]
| Giocatore     | Serie B  | Serie B | Coppa Italia | Coppa Italia | Totale   | Totale |
| Giocatore     | Presenze | Reti    | Presenze     | Reti         | Presenze | Reti   |
| ------------- | -------- | ------- | ------------ | ------------ | -------- | ------ |
| V. Attrice    | 1        | 0       | 0            | 0            | 1        | 0      |
| M. Brioschi   | 23       | 0       | 1            | 1            | 24       | 1      |
| A. Carannante | 23       | 1       | -            | -            | 23       | 1      |
| R. Chiti      | 31       | 0       | 0            | 0            | 31       | 0      |
| A. De Vitis   | 38       | 19      | 1            | 0            | 39       | 19     |
| A. Di Cintio  | 18       | 1       | 1            | 0            | 19       | 1      |
| L. Erbaggio   | 7        | 0       | 0            | 0            | 7        | 0      |
| G. Ferazzoli  | 21       | 1       | 1            | 0            | 22       | 1      |
| F. Fioretti   | 3        | 0       | 1            | 0            | 4        | 0      |
| R. Gandini    | 1        | -1      | 1            | -1           | 2        | -2     |
| M. Gennari    | 3        | 1       | 0            | 0            | 3        | 1      |
| A. Iacobelli  | 15       | 0       | -            | -            | 15       | 0      |
| S. Lucci      | 38       | 0       | 1            | 0            | 39       | 0      |
| S. Maccoppi   | 37       | 1       | 1            | 0            | 38       | 1      |
| D. Moretti    | 33       | 1       | 1            | 0            | 34       | 1      |
| G. Papais     | 30       | 3       | 1            | 0            | 31       | 3      |
| G. Piovani    | 35       | 5       | 1            | 0            | 36       | 5      |
| F. Simonini   | 19       | 3       | -            | -            | 19       | 3      |
| P. Suppa      | 33       | 0       | 1            | 0            | 34       | 0      |
| M. Taibi      | 38       | -25     | 0            | -0           | 38       | -25    |
| F. Turrini    | 37       | 5       | 1            | 0            | 38       | 5      |